# Strona internetowa
Strona internetowa, strona WWW (ang. webpage) – zbiór uporządkowanych logicznie, połączonych ze sobą przez nawigację oraz linki elementów, prezentowanych za pomocą przeglądarki internetowej pod jednolitym adresem elektronicznym. Stanowi dokument HTML udostępniany w Internecie przez serwer WWW. Po stronie użytkownika strona internetowa jest zwykle otwierana i wyświetlana za pomocą przeglądarki internetowej.
Autorem pierwszych stron internetowych jest Tim Berners-Lee. Obecnie strony tworzy się za pomocą m.in. HTML5, CSS 3 i JavaScript.
Strony internetowe wykorzystywane w celu prowadzenia działalności gospodarczej mają duże znaczenie dla wizerunku firmy, co może mieć wpływ na wynik ekonomiczny działalności rynkowej, a ewentualne błędy na stronie internetowej mogą negatywnie oddziaływać na potencjalnych klientów.
W Polsce zarejestrowanych jest już ponad 2,5 mln domen stron internetowych, najwięcej z końcówką .pl (81 procent). Na świecie jest ich obecnie 1,17 mld, z czego tylko 17 procent aktywnych.

## Projektowanie responsywne

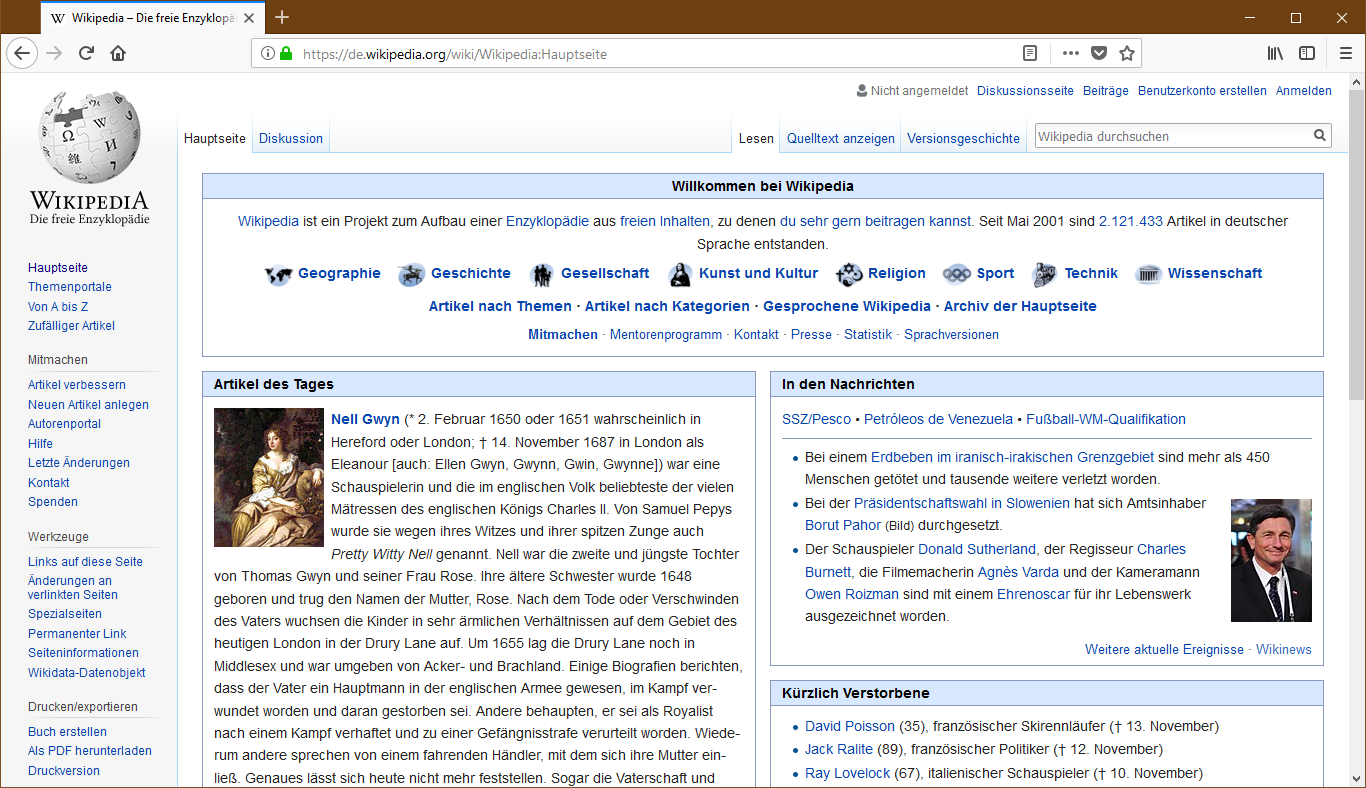
Strona główna Wikipedii wyświetlona w przeglądarce Firefox

Responsywne projektowanie stron internetowych (ang. responsive web design, RWD) lub projektowanie responsywne to podejście do projektowania stron internetowych, które ma na celu dobre renderowanie stron internetowych na różnych urządzeniach i rozmiarach okien lub ekranu od minimalnego do maksymalnego rozmiaru ekranu, aby zapewnić użyteczność i satysfakcję.
Responsywne projektowanie stron internetowych stało się ważniejsze, gdy użytkownicy urządzeń mobilnych stali się uważani za większość odwiedzających witrynę internetową. Na przykład w 2015 r. Google ogłosił Mobilegeddon i zaczął poprawiać ranking stron witryn przyjaznych dla urządzeń mobilnych podczas wyszukiwania z urządzenia mobilnego.

## Dostępność treści internetowych
Wytycznych dotyczących dostępności treści internetowych, WCAG (ang.  Web Content Accessibility Guidelines) to zbiór wytycznych mających na celu zapewnienie dostępności treści internetowych dla wszystkich użytkowników, w tym osób z różnymi niepełnosprawnościami.

### WCAG 2.2
WCAG 2.2 stanowi aktualną iterację tych wytycznych, które skupiają się na zapewnieniu dostępu dla osób z różnymi rodzajami niepełnosprawności, takimi jak niepełnosprawność wzroku, słuchu, ruchu, intelektualna czy zaburzenia poznawcze.

### WCAG 3.0
24 lipca 2023 roku W3C opublikowało niekompletną wersją roboczą WCAG 3, w której zaznaczono, iż WCAG 3.0 będzie miał podobne podstawowe i szczegółowe wymagania dotyczące dostępności jak WCAG 2.
Dokument ten jest wersją roboczą i może zostać zaktualizowany lub zastąpiony innymi dokumentami w dowolnym momencie. Autorzy w wersji roboczej zaznaczają, że WCAG 3 będzie miał inną strukturę, inny model zgodności i szerszy zakres.

### Wymogi dla podmiotów publicznych
Zgodnie z Ustawą z 4 kwietnia 2019 r. o dostępności cyfrowej stron internetowych i aplikacji mobilnych podmiotów publicznych, wszystkie strony internetowe i aplikacje mobilne podmiotów publicznych muszą spełniać wymogi dostępności cyfrowej w ramach WCAG 2.1.
Wymogi te opierają się na czterech głównych zasadach:
1. Postrzegalność
2. Funkcjonalność;
3. Zrozumiałość;
4. Solidność (w polskim i unijnym prawie określana jako kompatybilność).

Zasady te dotyczą wszystkich elementów strony i aplikacji – kodu, treści i sposobu ich działania. Żeby je wdrożyć, muszą zaangażować się wszystkie osoby odpowiedzialne za te obszary na stronie lub w aplikacji.

## Systemy zarządzania treścią (CMS)
Do tworzenia stron WWW używane bywają systemy CMS, np.:
- WordPress
- Drupal
- Joomla!

## Multimedia na stronach internetowych
Dawniej strony internetowe wykorzystywały obiekty multimedialne, takie jak Adobe Flash i Microsoft Silverlight, w celu wyświetlania filmów (np. serwisy YouTube, Netflix) oraz odtwarzania dźwięku (np. radia internetowe). Obiekty Flash, Silverlight oraz nieco starsze technologicznie aplety Javy były używane również do wzbogacania stron internetowych o bardziej zaawansowane elementy, takie jak interaktywne wykresy czy proste aplikacje i gry działające w przeglądarce internetowej. Aby móc odtworzyć lub wyświetlić takie obiekty, wymagane było zainstalowanie odpowiedniej wtyczki do przeglądarki internetowej, umożliwiając w ten sposób ich wyświetlenie.
Rozwój języków HTML i JavaScript oraz powiązanych z nimi technologii spowodował, że nowoczesne przeglądarki są w stanie wykonać wszystkie te zadania bez pomocy wyżej wymienionych wtyczek, przez co stały się one zbędne i zaprzestano ich rozwoju. Nie mniej ważnym powodem odejścia od wtyczek były liczne problemy bezpieczeństwa przez nie stwarzane.
Firma Oracle ogłosiła w 2016 roku, że zakończy rozwój wtyczki Java dla przeglądarek, co nastąpiło 2 lata później, wraz z wydaniem Java JDK w wersji 10. Wtyczka Flash przestała być rozwijana przez Adobe z końcem 2020 roku, a Microsoft oficjalnie zakończył rozwój technologii Silverlight w roku 2021.
Wsparcie dla wtyczek innych niż Flash zostało usunięte z przeglądarki Google Chrome już w roku 2015, z przeglądarki Mozilla Firefox w 2017, a z Apple Safari w roku 2018. Wtyczka Flash, ze względu na swoją powszechność, była wspierana przez przeglądarki do końca roku 2020, czyli do momentu kiedy Adobe zaprzestało jej rozwoju. Przeglądarka Microsoft Internet Exlplorer przestała wspierać wtyczkę Silverlight w 2021 roku.